# Реевский, Мариан
Мариа́н Адам Рее́вский (пол. Marian Adam Rejewski; [ˈmarjan reˈjefski]о файле; 16 августа 1905, Бромберг — 13 февраля 1980, Варшава) — польский математик и криптограф. Совместно с Генриком Зыгальским и Ежи Ружицким в 1932 году разгадал механизм машины «Энигма», главного шифровального устройства, использовавшегося нацистской Германией. Успех Реевского и его коллег позволил британским войскам разгадывать сообщения, зашифрованные с помощью Энигмы, во Вторую мировую. Накопленные разведкой сведения под кодовым названием «Ultra» оказались, возможно, решающими для победы над нацистской Германией(1).
Изучая математику в университете в Познани, Реевский посещал секретный курс по криптографии, проводившийся польским Бюро шифров при Генштабе, в который он поступил на полный рабочий день в 1932 году. Бюро достигло небольших успехов в расшифровке Энигмы и в конце 1932 года Реевский был принят для работы над этой задачей. Спустя всего лишь несколько недель он разгадал секрет внутренней проводки Энигмы. Затем Реевский и двое его коллег-математиков разработали различные технические устройства для систематической расшифровки сообщений, зашифрованных при помощи Энигмы. Разработки Реевского, включенные в так называемую «картотеку» (card catalog), получены с использованием его устройств «циклометр» и «криптологическая бомба».
За пять недель до вторжения Германии в Польшу в 1939 году, Реевский и его коллеги представили результаты своих исследований по расшифровке Энигмы французской и британской разведке. Вскоре после начала войны польские криптографы были эвакуированы во Францию, где они продолжили свою работу в сотрудничестве с британскими и французскими коллегами. Они вновь были вынуждены эвакуироваться после падения Франции в июне 1940-го, но спустя несколько месяцев вернулись к тайной работе в вишистской Франции. После того, как страна была полностью оккупирована Германией в ноябре 1942-го, Реевский и математик Генрих Зыгальский бежали через Испанию, Португалию и Гибралтар в Великобританию. Там они работали в подразделении Польской Армии, решая немецкие шифры низкого уровня. В 1946 году Реевский вернулся к своей семье в Польшу и работал бухгалтером, храня молчание о своей работе криптографом до 1967 года.

## Обучение и первая работа

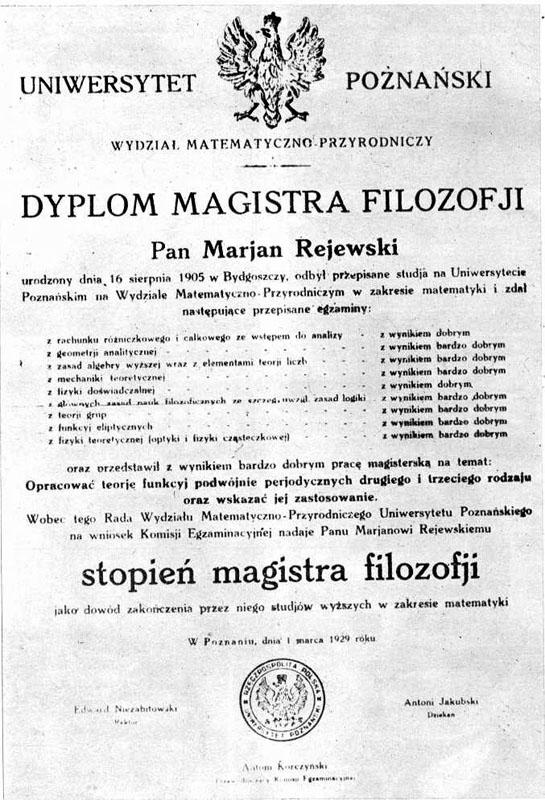
Диплом магистра философии в математике, полученный Реевским в Познаском университете, 1 марта 1929

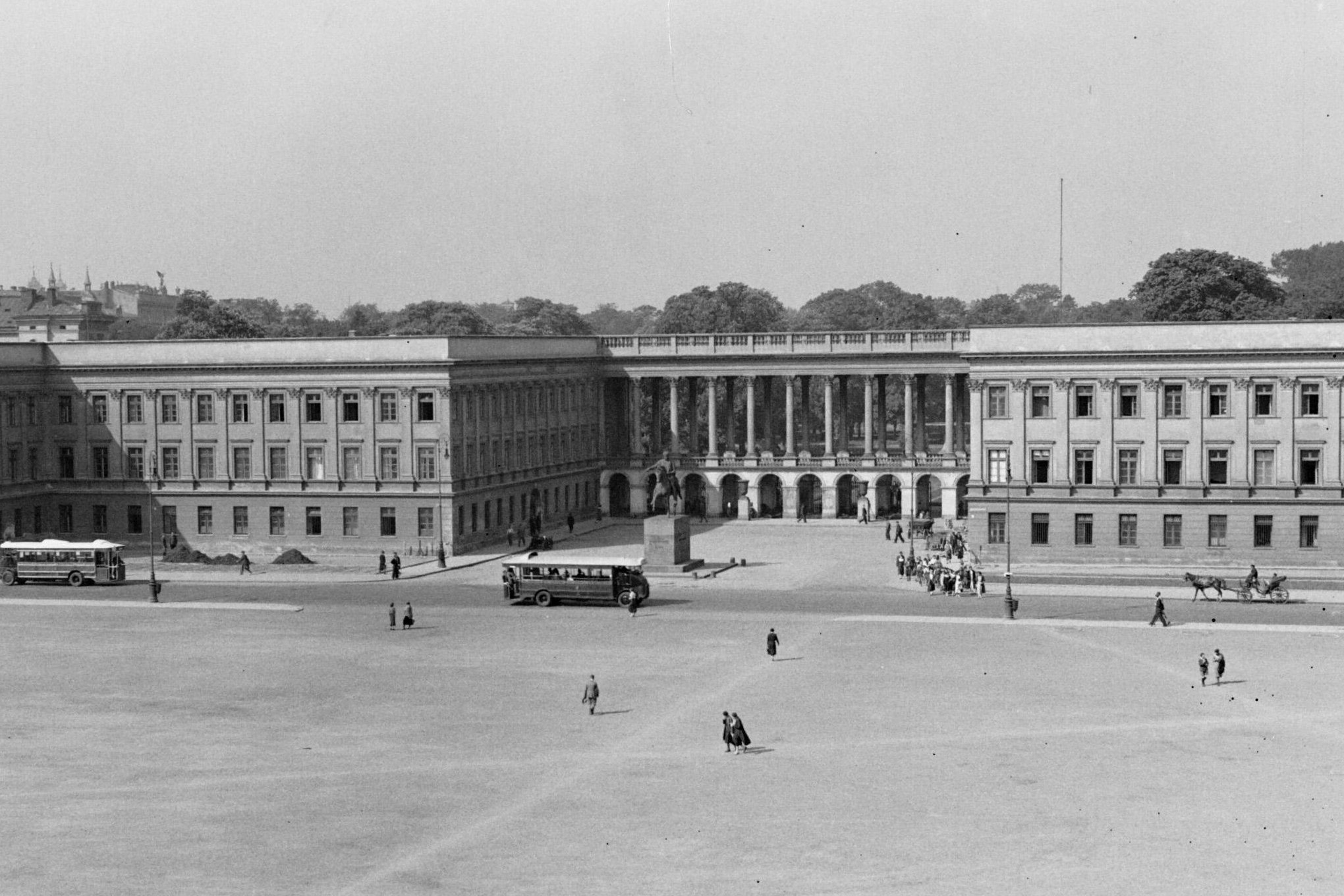
Варшавский Саксонский дворец, где располагалось Бюро шифров в 1932, когда Реевский начал свою работу над расшифровкой Энигмы

Мариан Реевский родился 16 августа 1905 года, в Бромберге, ныне Быдгощ.(2) Его родителями были Йозеф, продавец сигар, и Матильда, в девичестве Thoms. Он посещал уроки немецкого в Königliches Gymnasium zu Bromberg (Королевская школа грамматики в Бромберге) и окончил среднюю школу, сдав матуру (аналог аттестата зрелости в Польше) в 1923. Затем Реевский обучался математике в Университете в Познани, который он окончил 1 марта 1929 года.
В начале 1929-го, незадолго до окончания университета, Реевский стал посещать секретные криптографические курсы для избранных немецкоговорящих студентов-математиков, проводившиеся Бюро шифров (Biuro Szyfrów) при Польском Генеральном Штабе. Реевский и студенты Генрих Зыгальский и Ежи Ружицкий были теми немногими, кто мог следовать учебному курсу, учитывая требования их исследований.
Реевский окончил университет, получив степень магистра математики; темой его дипломной работы была «Теория двойных периодических функций второго и третьего рода и их применения». Несколько недель спустя он начал двухгодичное обучение на актуария в Гёттингене, в Германии.
Он не закончил обучение, так как летом 1930 года согласился принять должность ассистента для преподавания математики в Университете в Познани. В то же самое время он также поступил на неполный рабочий день в Бюро шифров, которое к тому времени закрыло курсы криптографии и создало форпост в Познани для расшифровки перехваченных немецких радио-сообщений. Реевский работал по 12 часов в неделю рядом с Институтом математики в подземелье, которое прозвали «Черной комнатой».
Летом 1932 Познанский филиал Бюро шифров был распущен. 1 сентября 1932, как гражданский служащий, Реевский вместе с Зыгальским и Ружицким присоединился к Бюро шифров в здании Генерального штаба (Саксонский дворец) в Варшаве.
Их первым заданием была расшифровка четырёхсимвольного кода, использовавшегося Кригсмарине (Немецкий ВМФ). Прогресс в разгадке этой системы был слишком медленным, но значительно ускорился после перехвата тестового обмена закодированными сообщениями. Было получено шесть групп сигналов, за которыми следовал ответ из четырёх групп. Криптографы верно догадались, что первым сигналом был вопрос «Когда родился Фридрих Великий?», за которым следовал ответ «1712».

## Энигма
В октябре 1932, когда ещё шла работа над военно-морским кодом, Реевский был в одиночку тайно направлен на работу над расшифровкой новой немецкой шифровальной машины, Энигма I, которая получила широкое распространение у немецких войск. Хотя, согласно позднему докладу, Бюро шифров преуспело в разгадке ранней, лишенной коммутационной панели, Энигмы I(3), на самом деле им это не удалось.

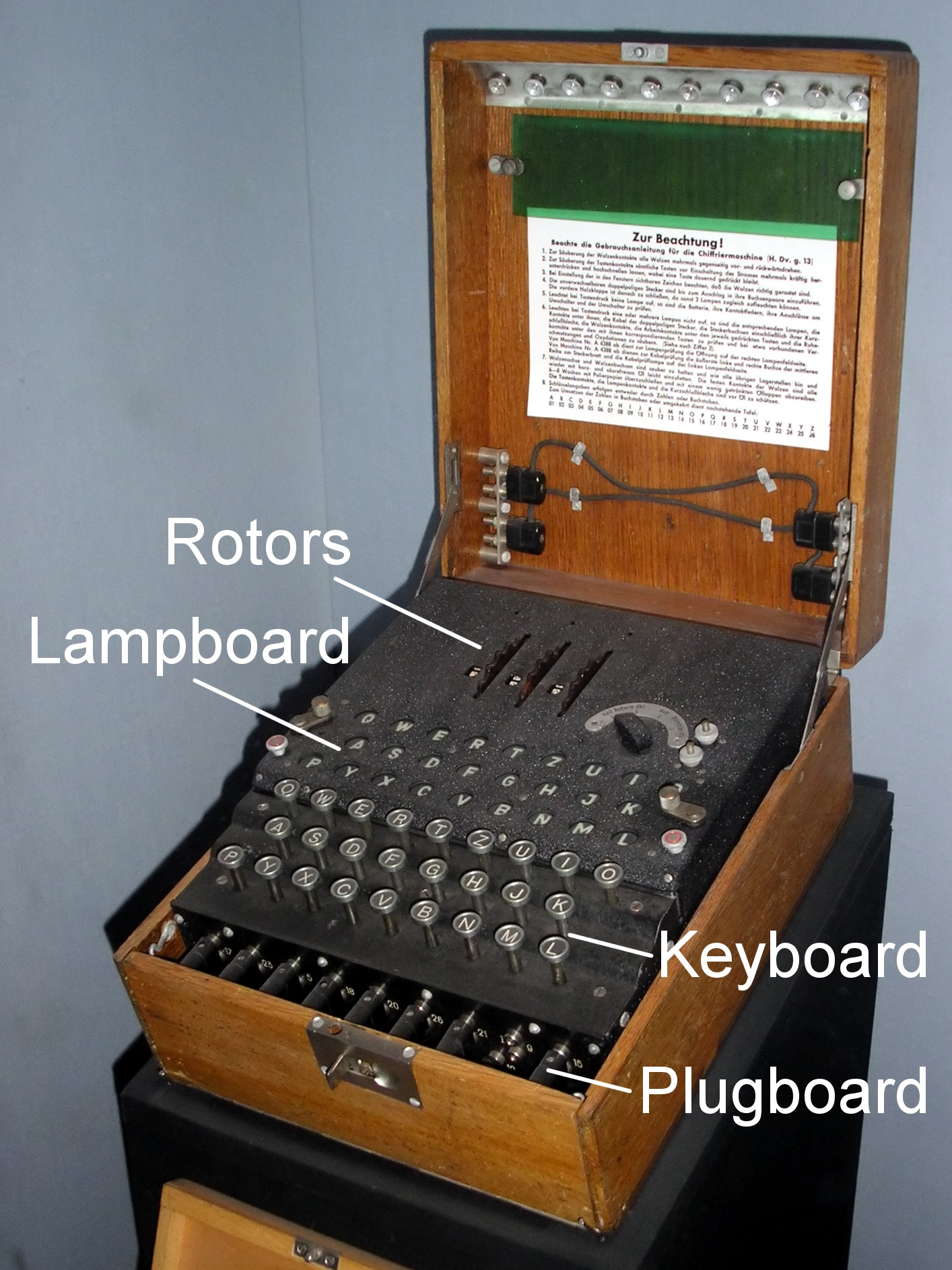
Энигма, разгаданная Реевским в 1932, широко использовалась немецкими войсками для защиты своих сообщений.

Энигма была электромеханическим устройством, оборудованным 26-клавишной клавиатурой и набором из 26 ламп, соответствующих буквам латинского алфавита. Внутри был набор цилиндров со встроенной электропроводкой («роторы» и «рефлектор»), который шифровал ввод. Машина также отличалась наличием коммутационной панели для замены пар букв. Чтобы расшифровать букву, оператор нажимал соответствующую клавишу и записывал, которая из ламп загорелась. Каждое нажатие клавиши заставляло один или несколько роторов двигаться, таким образом расшифровка менялась от одного нажатия клавиши к следующему. Для того, чтобы два оператора могли общаться, в обеих Энигмах требовалось установить абсолютно одинаковое положение роторов. Большое число возможных положений роторов и коммутационной панели порождало астрономическое число различных вариаций, каждая из которых создавала свой индивидуальный шифр. Настройки менялись ежедневно, в результате чего машина снова и снова «ломалась» каждый день, если сообщения приходили непрерывно.
Для расшифровки сообщений Энигмы требовалось три пункта:
1. Понимание того, как работает Энигма,
2. Схема проводки в роторах,
3. Соответствующие сегодняшнему дню настройки: порядок и положение роторов (которых изначально было три), а также схема соединений на коммутационной панели.

Реевский владел только ответом на первый вопрос, базирующемся на информации, полученной Бюро шифров.

## Разгадка проводки Энигмы

Циклы, сформированные по первой и четвёртой букве из набора индикаторов. Реевский использовал эти циклы для разгадки проводки роторов Энигмы в 1932, а затем для разгадки настроек ежедневных сообщений

Сперва Реевский бился над разгадкой схемы проводки роторов. Для этого он использовал чистую математику в криптоанализе. Первоначальный метод широко использовал лингвистические схемы и статистику текстов на естественном языке — частоту появления тех или иных букв. Реевский даже применял технику из теории групп — теоремы о перестановкаx — в своих криптографических атаках на Энигму. Эти математические методы в сочетании с материалами, поставляемыми французской разведкой,  позволили ему реконструировать внутреннюю проводку роторов машины и неподвижного рефлектора. «Разгадка», пишет историк Дэвид Кан, «была принадлежащим Реевскому ошеломляющим достижением, которое возвысило его до пантеона величайших криптографов всех времен». Реевский использовал математическую теорему, которую один профессор математики с тех пор называл «теоремой, выигравшей Вторую мировую».
Реевский исследовал первые 6 букв всех сообщений Энигмы, полученных за один день. Для безопасности, каждое сообщение, посылаемое Энигмой, было зашифровано при различных начальных установках трех роторов. Эти установки произвольно выбирались оператором, информация о них — три символа, назвалась «сообщение настроек». Для передачи этого сообщения принимающему оператору, отправляющий оператор шифровал его, получая шестизнаковый «индикатор», которым начинал каждое сообщение. Индикатор был сформирован при помощи Энигмы с роторами, установленным в положение, соответствующее текущим дневным настройкам, обозначенным «главными настройками», общими для всех операторов. К несчастью для Германии, устроенный таким образом индикатор являлся основным слабым местом в системе.
Например, предположим, что оператор выбрал для сообщения «сообщение настроек» KYG. Сначала оператор должен выставить роторы Энигмы в соответствии с «главными настройками», которые действуют в этот день, например, GBL, а затем зашифровать сообщение настроек на Энигме «дважды»; то есть оператор должен ввести KYGKYG (в результате может получиться что-то вроде QZKBLX). Затем оператор должен переставить роторы в положение KYG и зашифровать само сообщение. Принимающий оператор должен применить обратный процесс для расшифровки сообщения настроек, а затем самого сообщения. Повторение сообщения настроек по-видимому предназначалось для проверки на наличие ошибок и выявления искажений, но оно имело непредвиденное последствие — значительное ослабление стойкости шифра. Благодаря повторению в индикаторе сообщения настроек, Реевский знал, что в индикаторе первая и четвёртая буква были закодированной одной и той же, вторая соответствовала пятой, а третья шестой. Эти соотношения можно было использовать для разгадки шифра.
Реевский изучал эти соотносящиеся пары букв. Например, если было четыре сообщения, которые имели следующие индикаторы за один день: BJGTDN, LIFBAB, ETULZR, TFREII, то посмотрев на первые и четвёртые буквы каждого индикатора, он знал, что соответствующие пары букв взаимосвязаны. B относится к T, L к B, E к L, а T к E: (B,T), (L,B), (E,L), и (T,E). Если у него было достаточно различных сообщений, с которыми можно было работать, он мог строить целые последовательности отношений: буква B связана с T, которая следует за E, затем L и снова B (на иллюстрации). Это был «четырёхэтапный цикл», так как происходило четыре шага, прежде чем он возвращался на начальную букву. Другой цикл в тот же день мог быть A{\displaystyle \rightarrow }F{\displaystyle \rightarrow }W{\displaystyle \rightarrow }A, или «тройной цикл». Если было достаточно сообщений за один день, все буквы алфавита могли охватываться различными циклами разных размеров. Циклы были совместимы всего один день, затем они менялись на другие наборы циклов. Такой же анализ мог быть проведен над 2-й и 5-й буквами, 3ей и 6-й, выявляя циклы в каждом случае и количество этапов в них.
Используя данные таким образом, в сочетании с оплошностью операторов Энигмы, которые стали выбирать для индикаторов предсказуемые комбинации (инициалы подружек или наборы ключей, которые они видели на клавиатуре Энигмы), Реевский смог вывести шесть перестановок, соответствующих шести настройкам Энигмы. Эти перестановки могут быть описаны шестью уравнениями с различными неизвестными, описывающими проводку в машине и установки на коммутационной панели.

### Помощь из Франции
Тут Реевский начал испытывать затруднения: большое количество неизвестных требовало систему уравнений. Позднее в 1980 он скажет, что до сих пор не известно, можно ли решить такую систему из шести уравнений без дополнительных данных. Но у него была поддержка в виде документов, которые отдел французской разведки — Второе бюро (фр. Deuxième Bureau) под руководством будущего генерала Гюстава Бертрана — раздобыл и доставил в польское Бюро шифров. Документы были добыты шпионом Ганс-Тило Шмидтом в немецкой службе шифров и включали в себя настройки Энигмы для сентября и октября 1932 года. 9-го или 10-го декабря,(4) 1932 года документы были отданы Реевскому, который использовал их для удаления влияния коммутационной панели на уравнения. С уменьшенным числом неизвестных решение уравнений перестало быть проблемой.
Однако, необходимо было преодолеть ещё одно препятствие. Военный вариант Энигмы был модифицированной версией коммерческой Энигмы, экземпляр которой был у Реевского. В коммерческой машине клавиши были соединены с цилиндрами в немецкой раскладке («QWERTZU…»). В военной же Энигме клавиши были установлены в алфавитном порядке: «ABCDEF…» Эта новая проводка была отклонена британскими взломщиками кодов, работавшими над Энигмой, как чересчур очевидная. Реевский, руководствуясь возможно интуитивными соображениями о любви немцев к порядку, просто догадался, что клавиши соединялись в алфавитном порядке. Позднее он вспоминал, что как только он сделал такую догадку, «из-под моего карандаша, как по мановению волшебной палочки, стали появляться номера, показывавшие соединения в роторе N. Эти соединения в роторе, который располагался справа, были окончательно известны».
Настройки, добытые французской разведкой охватывали два месяца — период изменений порядка роторов. Другой ротор оказывался в правой позиции на следующий месяц, таким образов проводку двух других цилиндров можно было выяснить аналогичным методом.(5) Это облегчало анализ и в конце года проводка всех трех роторов и рефлектора была изучена. Пример сообщения в пользовательском руководстве Энигмы представлял последовательность незашифрованного и зашифрованного текста, зашифрованного по данным настройкам; это помогло Реевскому устранить остававшиеся неясности с проводкой.
Существовала теория, что проводка роторов могла быть разгадана без документов, доставленных французской разведкой. Реевский заявил в 1980, что был найден и другой путь для решения этой проблемы, но метод он назвал «несовершенным и утомительным», к тому же он опирается на удачу. В 2005 математик Джон Лоуренс опубликовал расчеты, согласно которым для этого метода потребовалось бы 4 года, чтобы он имел разумные шансы на успех. Реевский писал, что «материалы разведки, предоставленные нам, следует рассматривать как решающие в разгадке машины.»

## Разгадывая ежедневные настройки
После того, как Реевский определил схему проводки в остальных роторах, к нему в начале 1933 года присоединились Ружицкий и Зигальский для разработки методов и устройств, которые позволяли бы ежедневно взламывать шифры Энигмы.(6) Позднее Реевский вспоминал: 
Теперь у нас была машина, но не было ключей и мы не могли требовать от Бертрана продолжать поставлять нам ключи каждый месяц… Ситуация перевернулась с ног на голову: раньше у нас были ключи, но не было машины — мы разгадали машину; теперь у нас была машина, но не было ключей. Мы должны были разработать методы нахождения ежедневных ключей.

### Первые методы

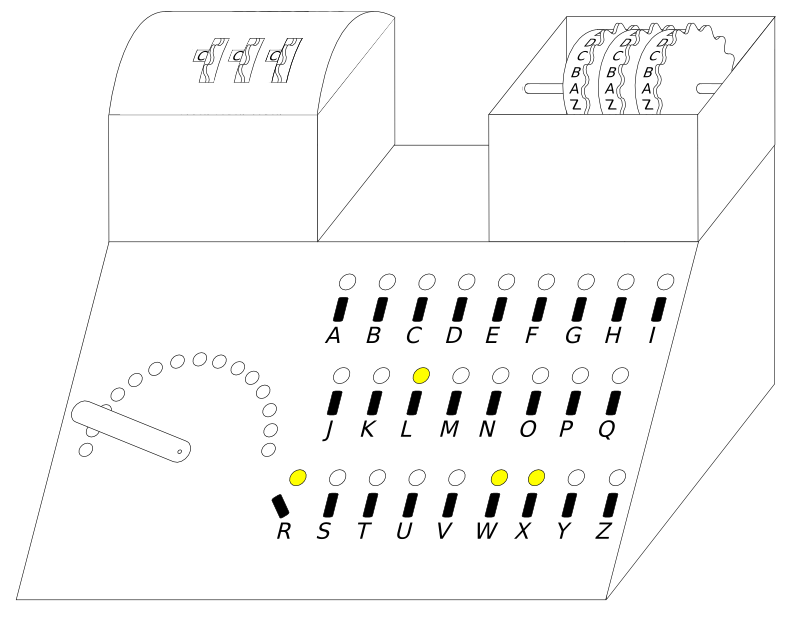
Циклометр (середина 1930-х), разработанный Реевским для каталогизации цикличной структуры перестановок Энигмы.

Был изобретён целый ряд методов и устройств для противодействия постоянным улучшениям оперативных процедур в Германии и самой машины Энигма. Самым первым методом для реконструкции ежедневных ключей был «гриль», базировавшийся на том факте, что на коммутационной панели менялись соединения только шести пар букв, оставляя четырнадцать букв неизменными. Следующим был метод Ружицкого «часы», который иногда делал возможным определить, который ротор был в позиции справа в данный день.
После 1 октября 1936 года немецкая процедура изменилась, увеличив число соединений на коммутационной панели. В результате метод «гриль» стал значительно менее эффективным. Однако, в 1934 или 1935 году был разработан метод, использовавший картотеку и не зависевший от количества соединений на панели Энигмы. Картотека была создана при помощи «циклометра» Реевского, специального устройства для создания каталога перестановок. Когда каталог был готов, за перестановками можно было следить по каталогу, получая установки роторов Энигмы на данный день.
Циклометр содержал два набора роторов Энигмы и использовался для определения длины и количества циклов перестановок, которые могли быть произведены Энигмой. Даже с циклометром подготовка картотеки была долгой и трудной задачей. Каждый вариант настроек Энигмы (всего таких вариантов было 17 576) должен был быть изучен для каждой возможной последовательности роторов (было 6 возможных последовательностей); поэтому в итоге каталог содержал 105 456 записей. Подготовка каталога потребовала больше года, и когда в 1935 году он был готов, для получения ежедневных ключей требовалось 12—20 минут. Однако, 1-го или 2-го ноября 1937 года (согласно некоторым источникам 1-го, согласно другим 2-го; например ст.290 и ст.264 Kozaczuk 1984) Германия заменила рефлекторы во всех Энигмах, это означало, что весь каталог должен был быть рассчитан заново. Тем не менее, в январе 1938 года немецкая секция Бюро шифров разгадывала 75 % сообщений Энигмы, а со слов Реевского, при незначительном увеличении числа сотрудников, это число легко можно было увеличить до 90 %.

### Bombaи листы Зигальского
В 1937 году Реевский вместе с германским отделом Бюро Шифров был переведен на тайные объекты недалеко от Пыры в Кабатском лесу южнее Варшавы.
15 сентября 1938 года Германией были введены в действие новые правила шифровки ключа сообщений (новая «процедура действия индикатора»), делавшие устаревшими криптографические техники, использовавшимися поляками.(7) Польские криптографы быстро отреагировали, разработав новую технику.

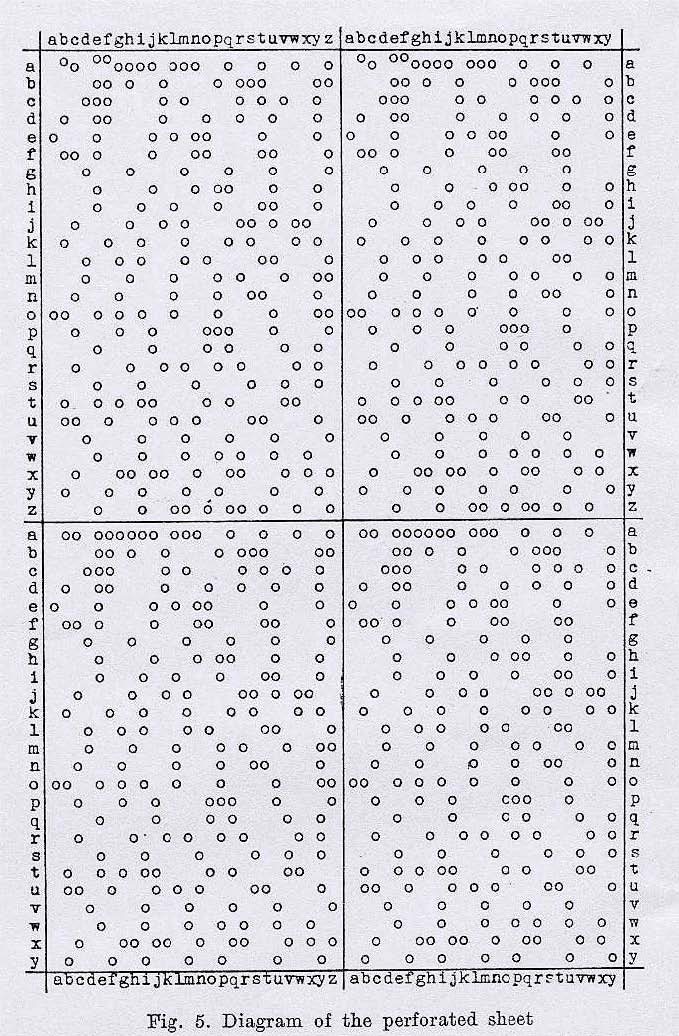
Лист Зигальского.

Примером такой техники была «бомба» Реевского, электрический прибор из шести Энигм, который позволял вычислять ежедневные ключи примерно за два часа. Шесть «бомб» были собраны и готовы к работе к середине ноября 1938 года. «Бомба» использовала тот факт, что соединения на коммутационной панели не влияли на все символы; поэтому когда немцы сделали очередное изменение в процедуре кодирования 1-го января 1939 года, увеличив число соединений на коммутационной панели, полезность «бомбы» резко упала. Британская bombe, основной инструмент, использовавшийся для взламывания кодов Энигмы в течение Второй мировой, был назван в честь польской «бомбы» несмотря на то, что криптографические методы, использовавшиеся двумя машинами, были абсолютно разными.
Примерно в то же время Генрих Зыгальский изобрел ручной метод «листов Зыгальского» (перфокарты), зависевший от числа соединений на коммутационной панели.
Однако, применение «бомбы» Реевского и «листов Зыгальского» было усложнено в очередной раз, после внесения 15 декабря 1938 года очередных изменений в процесс шифрования. Немцы увеличили число роторов в Энигме на два в дополнение к первоначальным трем, что повысило сложность расшифровки в десять раз.
В следующем месяце ситуация стала ещё хуже, когда число соединений коммутационной панели увеличилось с шести до десяти. Вместо двенадцати символов, менявшихся местами ранее, теперь их стало двадцать, снизив эффективность «бомбы» и увеличив число возможных настроек коммутационной панели более чем в тысячу раз.

### Информирование союзников
Когда стало ясно, что война неизбежна и польских ресурсов было недостаточно для того, чтобы поспевать за эволюцией Энигмы (например, было невозможно производить вовремя требовавшиеся 60 комплектов «листов Зигальского»), польский генштаб и правительство приняли решение посвятить западных союзников в свои разработки. Польские разработки были представлены британской и французской разведке на встрече в Пыры 26 июля 1939 года.
Польский подарок западным союзникам за месяц до начала Второй мировой войны — расшифровка Энигмы, пришелся очень вовремя. Осознание того, что шифр может быть взломан, стало моральным импульсом для криптографов союзников. Британцы имели возможности для производства по крайней мере двух комплектов перфорированных листов (один был отправлен на Командный пункт Бруно, недалеко от Парижа, в середине декабря 1939) и начали перехватывать сообщения Энигмы уже через несколько месяцев после начала войны.
С расшифровкой Энигмы британские криптографы без помощи Польши в лучшем случае значительно задержались бы. Автор Хью Себаг-Монтефьоре пришел к выводу, что существенные взломы шифров Энигмы случились бы только после того, как были захвачены сама Энигма и каталог ключей — не ранее ноября 1941. Для Энигмы, используемой морским флотом Германии, называется вторая половина 1942 года. Бывший криптограф Блетчли-парк Гордон Уэлчман пишет, что в отделе Hut 6, занимавшемся Энигмой, «никогда бы не поняли, в чём секрет, если бы мы не научились у поляков, в последний момент, подробностям немецких военных машин Enigma, и использовавшихся процедур шифровки и дешифровки».
Разведка добывала данные в основном из расшифровок высокоуровневых немецких кодов (отдел разведки получил у британцев и американцев кодовое название «Ultra»). Хотя точный вклад «Ультры» в победу союзников спорен, Козачук и Страшак отмечают, что «широко распространено мнение, что „ULTRA“ спасли мир, по крайней мере, от двух лет войны и возможной победы Гитлера». Английский историк сэр Гарри Гинсли, работавший в Блетчли-парке, оценивает деятельность разведки так: «сократили войну, как минимум, на два года и, вероятно, на четыре». Существование «Ультры» было возможно, как минимум, благодаря огромной ранней работе польских взломщиков Энигмы.

## Во Франции и Великобритании

### ПК Бруно
В сентябре 1939 года, после начала войны, Реевский и его коллеги из Бюро шифров были эвакуированы из Польши в Румынию. Вместе с Зыгальским и Ружицким они избежали интернирования в лагере беженцев, добирались до Бухареста, где они вступили в контакт с британским посольством. Британцы отказались помогать польским криптографам, поэтому следующим шагом было французское посольство, где они представились в качестве друзей Bolek (кодовое имя Гюстава Бертрана). После получения инструкций из Парижа сотрудники посольства помогли немедленно эвакуировать математиков во Францию, куда они прибыли в конце сентября.
С 20 октября польские криптографы возобновили работу над расшифровкой немецких шифров в составе совместного французско-польского разведывательного управления, размещенного в замке Виньоль, в сорока километрах к северо-западу от Парижа и под кодовым названием ПК Бруно. Сотрудники Бруно работали с британскими криптографами в Блетчли-парк, расшифрованные сообщения отправляли по телетайпу. Для обеспечения безопасности взаимной связи польские, французские и британские криптологические агентства использовали машину Энигма. После того, как немцы вошли во Францию, центр Бруно был эвакуирован в Алжир 24 июня 1940 года.

### Кадикс
Спустя три месяца, в сентябре 1940 года, они вернулись к работе тайно в незанятой южной части Франции, но контролируемой правительством Виши. Реевский остался под именем учителя Пьера Рано (англ. Pierre Ranaud) в французском лицее в Нанте. Радиостанция расположилась в замке Фузе (франц. Château des Fouzes), под кодовым названием «Кадикс», недалеко от Юзес. Кадикс начал свою работу 1 октября. Задача Реевского и его коллег заключалась в том, чтобы взломать коды, используемые в немецкой телеграфной связи, и швейцарскую версию Энигмы, у которой не было коммутационной панели. В целом, работы в центре Кадикс были сосредоточены на расшифровке шифров, отличных от Энигмы.
В начале июля 1941 года Реевскому и Зыгальскому было предложено с целью проверки стойкости шифра попытаться взломать код польской машины шифрования Lacida (англ. Lacida), которая использовалась для безопасной связи между Кадиксом и польским генеральным штабом в Лондоне. Lacida была роторной машиной (англ. Rotor machine), основанной на том же криптографическом принципе, что и Энигма, но никогда не подвергалась строгому анализу безопасности. Два криптолога повергли всех в ужас, расшифровав первое сообщение за пару часов; другие сообщения были решены аналогичным образом. Хотя вероятность того, что немецкие спецслужбы взломают коды польской машины, была довольно слабой, полковник Гвидо Лангер приказал приостановить её использование в центре Кадикс.
В Алжире сохранилась часть криптологического центра Кадикс, возглавляемая майором Максимилианом Чежки (англ. Maksymilian Ciężki). Каждые несколько месяцев криптографы из обоих центров обменивались поездками по морю из Франции в Алжир. Во время одной из таких экспедиций 9 января 1942 года корабль потерпел крушение, находившийся на нём самый молодой из трех польских математиков Ежи Ружицкий погиб.
К лету 1942 года работа центра Cadix стала рискованной, поэтому был начат план её эвакуации. Виши могла быть оккупирована немецкими войсками, а радиопередачи Кадикс всё чаще подвергались риску обнаружения немецким Funkabwehr, подразделением, которому поручено находить вражеские радиопередатчики. Поэтому держать связь с центром Кадикс становилось все более опасным. 6 ноября один из автомобилей, оснащённых круговой антенной, подъехал к воротам замка Фуз. Немцы не вошли в поместье, а только тщательно изучили соседнюю ферму. Решение о эвакуации центра было принято и реализовано 9 ноября. Три дня спустя, 12 ноября, немцы заняли замок.

### Побег из Франции
Сотрудники центра были разделены на группы по два и три человека, которые должны были эвакуироваться отдельно. Реевский и Зыгальский были отправлены 11 ноября 1942 года в Ниццу, в зону, оккупированную итальянцами. Попав под подозрение, они были вынуждены бежать снова, постоянно перемещаясь и прячась. Их поход привел их в Канны, Антибы, обратно в Ниццу, затем в Марсель, Тулузу, Нарбон, Перпиньян и Акс, недалеко от испанской границы.
План дальнейшего побега состоял в том, чтобы пробраться через Пиренеи в Испанию с помощью местного гида. 29 января 1943 года в сопровождении местного проводника Реевский и Зыгальский, минуя немецкие и французские патрули, начали подниматься по Пиренеям. Около полуночи, недалеко от испанской границы, проводник вытащил пистолет и потребовал, чтобы они отдали оставшиеся деньги.
После ограбления Реевскому и Зыгальскому удалось добраться до испанской границы, где они были схвачены полицией. Их отправили сначала в тюрьму в Сео-де-Уржель, затем 24 марта перевели в тюрьму в Лериде. В конце концов, 4 мая 1943 года, проведя более трех месяцев в испанских тюрьмах, при вмешательстве Польского Красного Креста криптографы были освобождены и отправлены в Мадрид. Затем Реевский и Зыгальский добрались до Португалии, откуда они сели на борт HMS Scottish до Гибралтар, а оттуда 3 августа 1943 года на Douglas DC-3 до аэропорта Хендон (англ. Hendon Aerodrome) в Великобритании.
Остальные члены предвоенного Бюро шифрования были менее удачливы: полковник Гвидо Лангер (англ. Gwido Langer) и майор Максимилиан Чежки были схвачены немцами и отправлены в нем. Schloss Eisenberg. Антони Паллута и Эдварда Фокчинского отправили в концентрационный лагерь Заксенхаузен, где они оба умерли. Паллут умер во время воздушного налета союзников, Фокчинский умер от истощения.

### Британия
Реевский и Зыгальский были отправлены в звании рядовых в вооружённые силы Польши 16 августа 1943 года и разместились в Боксмур (англ. Boxmoor) для взлома немецких ручных шифров, используемых СС и СД. Эти шифры обычно основывались на двойном шифре Плейфера (система Doppelkassettenverfahren), с которой два криптографа уже работали во Франции. Британский криптограф Алан Стрип говорил, что «заставить их работать над системой Doppelkassetten было похоже на использование скаковых лошадей для вытаскивания вагонов».. 10 октября 1943 года Реевский и Зыгальский были повышены до звания лейтенанта; 1 января 1945 года Реевский и, предположительно, также Зыгальский, были повышены до звания старшего лейтенанта. Когда Густав Бертран бежал в Англию в июне 1944 года, ему и его жене был предоставлен дом в Боксмуре, в нескольких минутах ходьбы от польской радиостанции и криптологического кабинета, где, похоже, продолжалось его сотрудничество с Реевским и Зыгальским.
Расшифровка Энигмы, однако, в дальнейшем стала производиться исключительно британскими и американскими специалистами. Польские математики, которые заложили основы для расшифровки Энигмы, теперь были отстранены от дальнейшего участия в этом проекте. К тому времени в Блетчли-парке «очень немногие знали о польском вкладе» из-за строгой секретности.

## После войны. Возвращение в Польшу

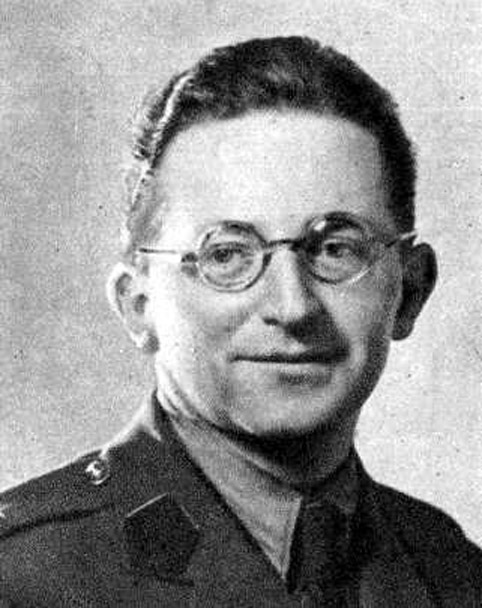
Реевский — лейтенант польской армии в Великобритании. Изображение конца 1943 года — 1944 года, примерно через 11 лет после первого взлома шифра Энигмы

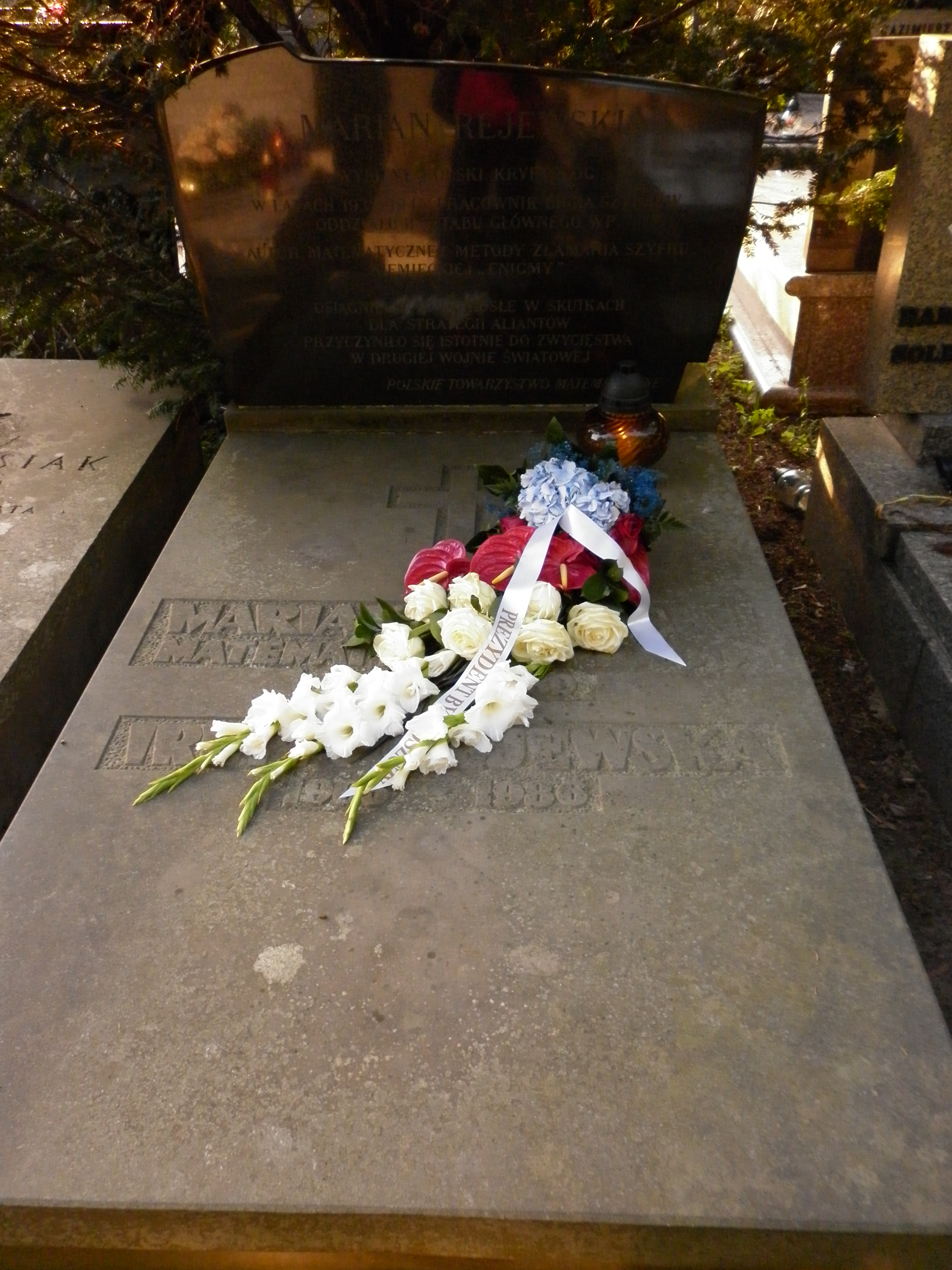
Могила Мариана Реевского на военном кладбище Пово́нзки

После того, как немцы подавили Варшавское восстание 1944 года, они отправили жену Реевского и детей на запад вместе с другими оставшимися в живых в Варшаве; семья в конце концов нашла убежище со своими родителями в Быдгоще. Реевский был выписан из польской армии в Великобритании 15 ноября 1946 года. Через шесть дней он вернулся в Польшу, чтобы воссоединиться со своей женой и семьей. По возвращении его старый учитель, профессор Университета Познани Здзислав Криговский, убеждал Реевского получить должность преподавателя математики в университете в Познани или Щецине в западной Польше. Реевский мог рассчитывать на быстрое продвижение из-за нехватки персонала в результате войны. Но из-за ревматизма, который развился после сырых испанских тюрем, и потери 11-летнего сына Андрея, умершего от полиомиелита, Реевский отказался. После смерти его сына, Реевский не хотел расставаться, даже на короткое время, с его женой и дочерью, которые жили в Быдгоще со своими родственниками. Реевский занял пост в Быдгоще в качестве директора отдела продаж в кабельной компании Kabel Polski.
В период с 1949 по 1958 годы Реевский неоднократно расследовался министерством общественной безопасности Польши, которое подозревало, что он был бывшим членом Польских вооружённых сил на Западе. Он ушёл на пенсию в 1967 году и переехал со своей семьёй в Варшаву в 1969 году в квартиру, которую он за 30 лет до того приобрёл при финансовой помощи своего тестя.
Реевский написал «Отчет о криптологической работе над немецким машинным шифром Энигмы» в 1942 году. До своего выхода на пенсию 1967 года он начал писать свои «Воспоминания о моей работе в Бюро шифрования раздела II [польского] генерального штаба», которые были приобретены Польским военным историческим институтом в Варшаве. В течение почти трех десятилетий после войны мало что было известно общественности из-за запрета, введенного в 1945 году британским премьер-министром Уинстоном Черчиллем.
В 1973 году впервые была получена информация об участии поляков в расшифровке Энигмы. С этого момента Мариан Реевский начал официально писать статьи о Энигмах для различных изданий и телевизионных программ. Он опубликовал ряд работ по своей криптологической работе и внес большой вклад в статьи, книги и телевизионные программы. У него брали интервью ученые, журналисты и телевизионные команды из Польши, Восточной Германии, США, Великобритании, Швеции, Бельгии, Советского Союза, Югославии и Бразилии.
Реевский поддерживал оживленную переписку с французским генералом Густавом Бертаном, автором первой книги по «Энигме», и по его просьбе начал переводить эту книгу на польский язык. В 1976 году по просьбе Американского института Йозефа Пилсудского (англ. Józef Piłsudski Institute of America) Реевский взломал зашифрованную переписку Юзефа Пилсудского с его партийными товарищами из Польской социалистической партии 1904 года. 12 августа 1978 года он был награждён Председателем Государственного совета «Офицерским крестом ордена Возрождения Польши».
Реевский, страдавший сердечными заболеваниями, умер от сердечного приступа 13 февраля 1980 года, в возрасте 74 лет, после возвращения домой из поездки по магазинам. Он был похоронен с воинскими почестями на Воинском кладбище Пово́нзки в Варшаве.

## Память

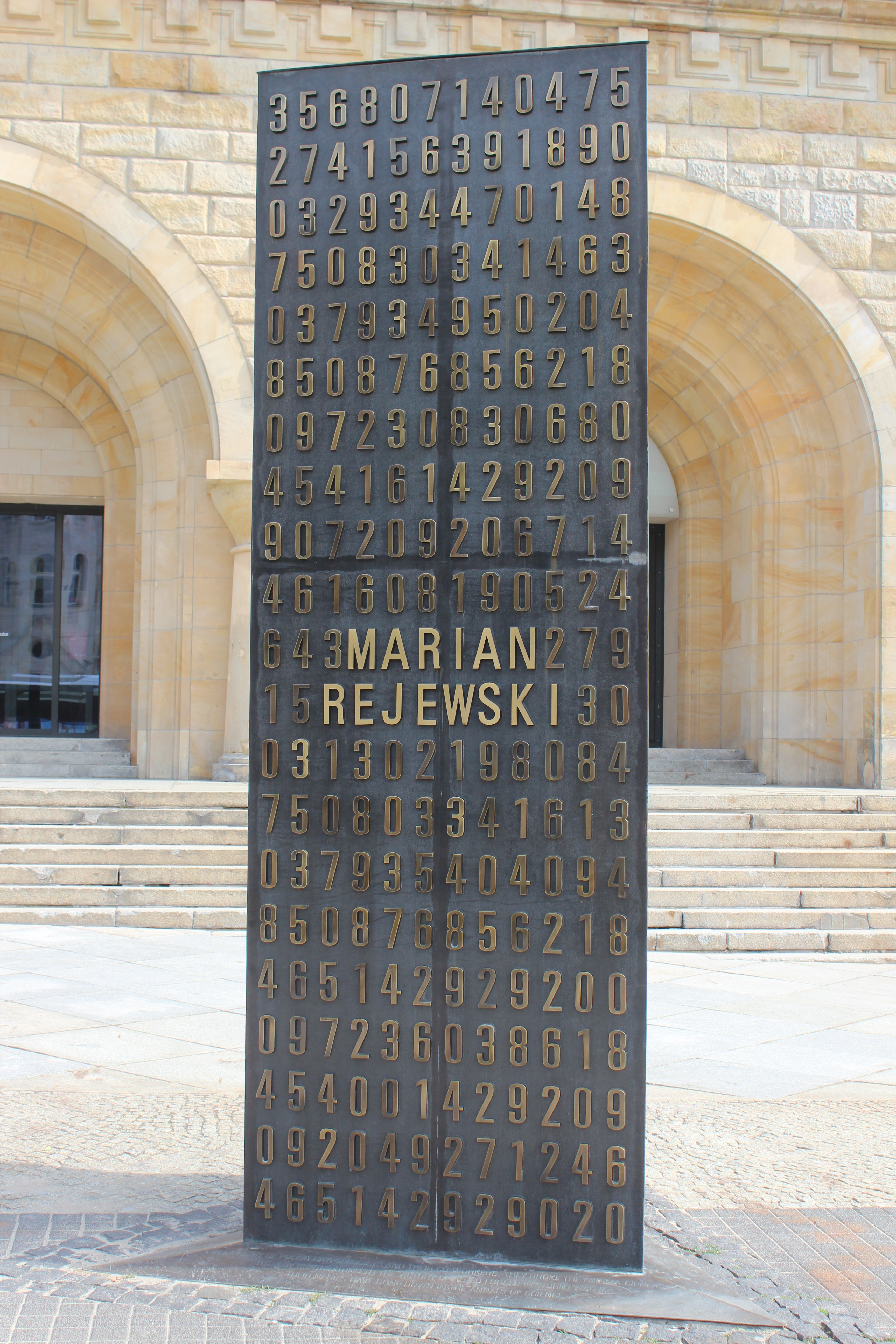
2007 памятник криптографам Реевскому, Ружицкому, и Зыгальскому перед Императорским замком в Познань

Работа польских криптографов была оценена как в Польше, так и за рубежом. Они были награждены многими польскими орденами до и после войны и после рассекречивания информации о взломе кода «Энигма». Решением Президента Александра Квасьневского от 21 февраля 2000 года вклады Мариана Реевского и Генрика Зыгальского были «признаны выдающимися заслугами в Республике Польша» посмертно награждены Большим Крестом Ордена Возрождения Польши. 4 июля 2005 года дочь Мариана Реевски приняла военную медаль 1939—1945 от британского начальника обороны. Медаль была вручена сразу после войны, но из-за отсутствия возможности её ранней передачи она не была вручена до 2005 года. 1 августе 2012 года Мариана Реевского посмертно наградили премией Томаса Ноултона от ассоциации разведывательного управления США; его дочь Янина приняла награду в своем родном городе Быдгоще 4 сентября 2012 года. 5 августа 2014 г. Международная ассоциация инженеров IEEE удостоила престижной наградой «Милстон», которая признает достижения изменившие мир, трех польских математиков: Мариан Реевски, Ежи Рожицки и Генриха Зыгальского за взлом кодов немецкой машины шифрования Энигма.
В 1979 году Реевский, Рожицкий и Зыгальский стали героями фильма режиссёра Романа Виончека под названием «Секрет Энигмы». Чуть позже, 14 ноября 1980 года, был выпущен телевизионный сериал с 8 эпизодами под названием «Тайна Энигмы», расширенная версия фильма «Секрет Энигмы».
В 1983 году польская почта опубликовала почтовую марку, посвященную 50-летию со дня взлома кода Enigma. В родном городе Реевски, Быдгощ, была названа улица и школа, а в доме, где он жил, была отмечена мемориальная доска. К 100-летию со дня рождения Реевского была обнародована скульптура, посвященная его работе над взломом шифра Энигмы. В тот же день была выпущена открытка с его подобием. В 75-ю годовщину расторжения Кодекса «Энигма» Монетный двор Польши отметил этот факт на коллекционных монетах с наименованиями PLN 2, PLN 10 и PLN 100. Почта Польши, желая отметить достижения поляков в мире, представила в 2009 году четыре марки в обращение. Марка с номинальным значением PLN 1,95 показывает изображение Мариана Реевски, окруженного другими криптографами (Ежи Ружицкий и Генрих Зыгальский), разгадавшими шифр Энигмы.
В 2007 году перед Познанским замком был установлен трехсторонний бронзовый памятник. Каждая сторона носит имя одного из трех польских математиков, которые взломали шифр Энигмы.